# Xenion
Xenion is een geslacht van kevers uit de familie van de loopkevers (Carabidae). De wetenschappelijke naam van het geslacht is voor het eerst geldig gepubliceerd in 1902 door Tschitscherine.

## Soorten
Het geslacht Xenion is monotypisch en omvat slechts de volgende soort:
- Xenion ignitum Kraatz, 1875